# Ein besseres Leben
Ein besseres Leben ist ein französisches Filmdrama von Cédric Kahn aus dem Jahr 2011.

## Handlung
Auf der Suche nach einer leitenden Position als Chef eines Restaurants lernt Yann, Koch in einer Schulkantine, die Kellnerin Nadia kennen. Nadia kommt aus dem Libanon und hat einen fast zehnjährigen Sohn, Slimane. Bald leben die drei als kleine Familie zusammen. Bei einem Ausflug am See findet Yann ein zum Verkauf stehendes Haus, das er zu einem Restaurant ausbauen will. Obwohl er und Nadia kein Eigenkapital haben, nehmen sie bei der Bank einen Kredit über 200.000 Euro auf. Die erforderliche Anzahlung von 40.000 Euro erbringen sie über revolvierende Verbraucherkredite, ohne dass die Bank etwas davon weiß. Die Baukommission nimmt das fertige Restaurant jedoch nicht ab, da unter anderem Brandschutztüren fehlen. Die zusätzlichen Nacharbeiten würden 20.000 Euro kosten – Geld, das Yann und Nadia nicht haben. Sie erhalten zudem keinen Überbrückungskredit, weil sie bereits Schulden haben, die durch die Verbraucherkredite weiter steigen. Verkaufen will Yann die Immobilie nicht, weil er seinen Traum vom eigenen Restaurant nicht aufgeben will. Mit Nadia kommt es immer häufiger zum Streit, weil sie eine Arbeit in Montreal annehmen will, für die sie besser als in Paris bezahlt wird. Nach einer heftigen Auseinandersetzung zieht Nadia mit Slimane aus.
Einige Zeit später trifft sich Nadia mit Yann. Sie wird in drei Wochen nach Montreal gehen und bittet Yann, Slimane für einen Monat bei sich zu behalten, bis sie in Kanada eine eigene Wohnung hat. Yann stimmt zu. Nadia meldet sich zu Beginn aus Kanada, doch verzögert sich Slimanes Nachreise immer wieder, da Nadia ihre Arbeit wechselt. Schließlich bleiben Rückmeldungen ganz aus. Yanns finanzielle Situation verschlechtert sich in den Folgemonaten immer mehr. Um Geld zu erhalten, verpachtet er das Restaurant und zieht in ein Abbruchhaus, das vom Mietwucherer Marc illegal betrieben wird. Immer wieder versucht Yann, an Geld zu kommen, scheitert jedoch. Am Ende stiehlt er Essen aus der Schulkantine und verkauft es unter den Mietern seines Hauses. Weil sich Yann mit Slimane mehrere Tage außerhalb von Paris aufgehalten hat, wird die Schulbehörde auf Slimanes Situation aufmerksam. Eine Sozialpädagogin kündigt an, seinen Fall an das Jugendamt zu geben, ist Yann doch nicht der Vormund von Slimane. Nadia ist inzwischen acht Monate in Kanada, ohne dass Yann von ihr gehört hätte. Er beginnt mit den Nachforschungen, wird seine Post doch über eine gewisse Consuela Marquez an Nadia weitergeleitet. Eine Frau dieses Namens gibt es aber offiziell nicht.
Um aus den Schulden zu kommen, verkauft Yann das Restaurant. Die Summe deckt jedoch bei weitem nicht seine Schulden, die sich auf über 80.000 Euro belaufen. Da er selbst für die Summe haftet, wird ab nächsten Monat sein Gehalt gepfändet. Yann fasst einen Entschluss: Er schlägt Marc während der Mietkassierungen zusammen und entwendet ihm die Einnahmen. Mit Slimane flieht er zum Flughafen Orly und fliegt nach Kanada. Dort sucht er Consuela Marquez auf, die ihm schließlich Nadias Aufenthaltsort verrät: Nadia war ohne es zu wissen als Drogenschmugglerin tätig, wurde deswegen verhaftet und befindet sich seither in einem entlegenen Gefängnis. Bei einem ersten Treffen verspricht Yann ihr, für ihre Freilassung zu kämpfen. Im Ort besorgt er sich eine Arbeit als Koch. Beim nächsten Besuch im Gefängnis darf auch Slimane zu Nadia, die ihn in ihre Arme schließt.

## Produktion

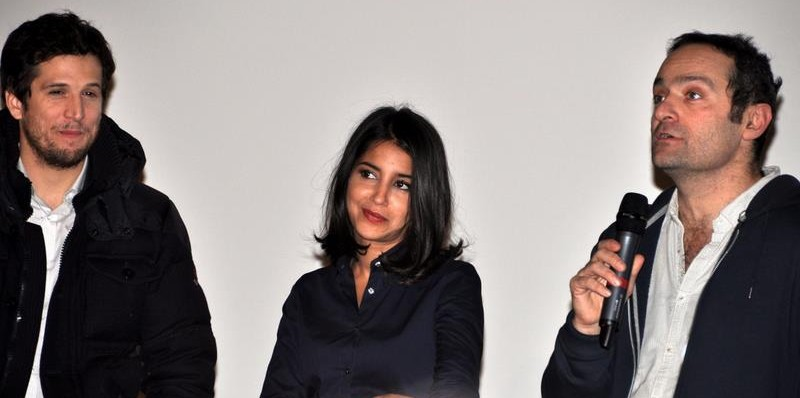
Guillaume Canet, Leïla Bekhti und Cédric Kahn auf der Vorpremiere des Films im Januar 2012

Ein besseres Leben beruht lose auf dem Roman Pour une vie plus douce von Philippe Routier, der 2009 erschien. Die Dreharbeiten fanden in Saint-Denis und Paris (u. a. Collège Josephine Baker, Flughafen Orly) sowie in Kanada statt. Drehorte in Kanada waren North Bay, Ontario, sowie das Gefängnis Ottawa-Carleton. Die Kostüme schuf Natalie Raoul, die Filmsets stammen von Sabine Delouvrier und Patrick Gilbert.
Ein besseres Leben wurde am 13. September 2011 auf dem Toronto International Film Festival gezeigt und lief am 4. Januar 2012 in den französischen Kinos an, wo er von rund 468.000 Besuchern gesehen wurde. In Deutschland erschien der Film im September 2013 direkt auf DVD.

## Auszeichnungen
Ein besseres Leben wurde auf dem Festival internazionale del film di Roma für den Marc’Aurelio d’Oro für den besten Film nominiert. Guillaume Canet wurde mit dem Marc’Aurelio d’Argento als bester Darsteller ausgezeichnet. Auf dem Tokyo International Film Festival lief der Film 2011 im Wettbewerb um den Tokyo Sakura Grand Prix.
Im Jahr 2013 wurde Guillaume Canet für Ein besseres Leben für einen Prix Lumières in der Kategorie Bester Darsteller nominiert.